# Teroristički napadi u Parizu (studeni 2015.)
Teroristički napad u Parizu u studenom 2015. bio je koordinirani teroristički čin izveden na šest mjesta u centru Pariza. Napad se dogodio 13. i 14. studenoga 2015., a smrtno je stradalo 130 osoba, od čega je njih 90 poginulo na rock koncertu, a ostatak na drugim lokacijama u Parizu. Preko 400 osoba je ozlijeđeno, od kojih 80 ozbiljno.
Napadi na šest lokacija u Parizu izvedeni su u otprilike isto vrijeme. Napadaču su otvorili vatru na restoran Le Petit Cambodge u središtu Pariza, bar Le Carillon i restoran La Belle Equipe te na posjetitelje koncerta u koncertnoj dvorani Le Bataclan. Nekoliko eksplozija istovremeno je odjeknulo kod nacionalnog stadiona Stade de France. Dan poslije napada, francuski predsjednik François Hollande optužio je Islamsku državu da je organizirala napad, što se i potvrdilo kada je teroristička organizacija preuzela odgovornost.

## Događanja

### Nogometni stadion Stade de France
Prva eksplozija odjeknula je oko 21.23 sata a zatim još dvije u sljedećih deset minuta nedaleko nacionalnog stadiona Stade de France dok je u tijeku bila prijateljska utakmica između francuske i njemačke nogometne reprezentacije. Najmanje četiri osobe su poginule, od kojih dva napadača.
Predsjednik Francuske François Hollande bio je prisutan na utakmici, no tijekom napada je bez povreda uspješno odveden na sigurno.

### Restorani Le Petit Cambodge i Le Carillon
Otprilike istovremeno s ekplozijama kod Stade de France, jedna je osoba otvorila vatru iz automatskog oružja iz automobila u pokretu, pucajući na goste koji su sjedili ispred restorana Le Carillon, u ulici rue Aliberg, i Le Petit Cambodge u ulici rue Bichat. Najmanje 14 osoba je poginulo, a deset je teško ozlijeđeno.

### Koncertna dvorana Bataclan
Ubrzo poslije atentata ispred restorana, četiri osobe su otvorile vatru u punoj koncertnoj dvorani "Bataclan" gdje je trebao nastupiti američki sastav Eagles of Death Metal. 
Najmanje 80 osoba je poginulo, a veliki broj je povrijeđenih. Napadači su ostali u dvorani i preživjele su držali kao taoce. U 00.25, specijalne snage upale su u koncertnu dvoranu oslobodivši taoce. Pritom je jedan napadač ubijen dok su se preostala trojica raznijela.

### McDonalds
U 21.45, oko 15 minuta poslije početka napada na Bataclan, napadači su otvorili vatru na McDonalds restoran na rue du Fabourg-du-Temple i rue de la Fontaine-au-Roi. Pet osoba je poginulo, a osam je teško ozlijeđeno.

### Restoran La Belle Équipe
Devet minuta kasnije jedna osoba je otvorila vatru na goste koji su sjedili ispred restorana na raskrižju između rue Faidherbe i la rue de Charonne. 19 osoba je poginulo, a 14 je teško ozlijeđeno.

## Posljedice
Ubijeno je 130 osoba, a ozlijeđeno 416, od kojih 99 kritično. Prema izjavi ministra vanjskih poslova Belgije Didiera Reyndersa, ubijena su dvojica Belgijanaca. Među ubijenima je bio i Hrvat iz Belgije, Milko Jozić.Julie Bishop, ministrica vanjskih poslova Australije, izjavila je da je ozlijeđen jedan građanin Australije.
Francuska je uvela granične kontrole i izvanredno stanje poslije napada.

## Napadači
Potvrđeno je da je osam napadača poginulo. Sedam ih se raznijelo, a jednog su ustrijelile specijalne policijske snage. Prema izjavi pariškog tužitelja, Franciosa Molinsa, napadači su bili organizirani u tri skupine.
Nedaleko mjesta napada nađena je jedna sirijska i jedna egipatska putovnica. Sirijska putovnica, koja je pronađena nedaleko stadiona Stade de France, pripadala je osobi koja je u Grčkoj prijavljena kao tražitelj azila, a prošla je i kroz Hrvatsku.
Jedan od bombaša samoubojica identificiran je kao Omar Ismail Mostefai, 29-godišnjak iz Pariza, državljanin Francuske. Washington post objavio je da se vjeruje da su braća Ibrahim i Salah Abdeslam, također sudjelovala u napadu, dok je treći napadač bio Bilal Hadfi. Za Salahom Abdeslamom je francuska policija objavila tjeralicu.